# Ludwik Wiszniewski
Ludwik Wiszniewski (ur. 15 sierpnia 1888 w Lubotyniu na Kujawach, zm. 20 lipca 1947 w Łodzi) – polski pisarz, twórca literatury dziecięcej.

## Życiorys
Jego rodzicami byli Tomasz Wiśniewski i Konstancja z domu Chojnacka. Po ukończeniu szkoły powszechnej wstąpił do seminarium nauczycielskiego w Łęczycy. W 1905 roku, w czasie strajku szkolnego, pracował jako tymczasowy funkcjonariusz w urzędzie pocztowym w Kole. W tym czasie zaczął pisywać artykuły i korespondencje do różnych gazet lokalnych i warszawskich. Do seminarium już nie powrócił. Po kilkuletnim pobycie w Kole przeniósł się do Łodzi. Tu zaprzestał pisania dla gazet, a zaczął tworzyć bajki i wiersze dla dzieci. Pierwsze z tych prac ukazały się w „Przyjacielu Dzieci”. Liczba utworów, napisanych przez Ludwika Wiszniewskiego, wynosi około tysiąca.
Pierwszą żoną Ludwika Wiszniewskiego była Wanda Słowikowska, drugą – Marta Biernaciak (Biernacka). Z pierwszego małżeństwa miał jedno dziecko: Krystynę.
Został pochowany na Starym Cmentarzu w Łodzi.

## Twórczość
- Dobrzy ludzie tom 1[2] (1928)
- Rycerz tępej ostrogi – opowiadania dla dzieci (1931)
- 100 wierszyków... (1939)
- Gosposia (1989)
- Przyjaciele zajączka (1982)
- Jak szara gąska gospodarowała (1960, 1983, 1986)
- Zwierzaczki cudaczki (1947)
- Dwa gawronki i inne wierszyki (1957)
- Smok-smok i inne obrazki sceniczne (1960)
- Smok-skok[3] (1922)
- Trzej hultaje (1947)
- O Bartoszku-Śpioszku (1948)
- Bajki-nie-bajki (1947)
- Ołowiany dobosz (1946)
- Ania i bajeczki (1947)
- Nasza Krychna (1928?)
- Trepki-krzepki[4] (1928–30?)
- Smutna perełka[5] (1922)

oraz wiele wierszy rozsianych po różnych książkach i czasopismach